# Курська (станція метро, Арбатсько-Покровська лінія)
55°45′33″ пн. ш. 37°39′39″ сх. д. / 55.75917° пн. ш. 37.66083° сх. д.
«Курська» (рос. Курская) — станція Арбатсько-Покровської лінії Московського метрополітену. Розташована під вулицею Земляний Вал між станціями «Бауманська» і «Площа Революції», на території Басманного району Центрального адміністративного округу Москви.
Відкрита 13 березня 1938 у складі черги «Вулиця Комінтерну» (нині «Олександрівський сад») — «Курська» (друга черга будівництва). Назву отримала по Курському вокзалу, поблизу якого розташована. Станція має пересадки на однойменну станцію Кільцевої лінії і станцію «Чкалівська» Люблінсько-Дмитрівської лінії.

## Технічна характеристика
Конструкція станції — пілонна трисклепінна (глибина закладення — 30,7 м). Споруджена за типовим проєктом. Діаметр центрального залу 9,5 м, бокових залів — 8,5 м.

## Історія
Історія проєктування станції «Курська» пов'язана з історією проєктування Покровського радіуса Московського метрополітену, який мав починатися біля бібліотеки імені Леніна і закінчуватися в Ізмайлово. Перший проєкт Покровського радіусу з'явився в 1932. Біля Курського вокзалу передбачалося побудувати станцію. У генеральному плані реконструкції Москви 1935 було остаточно затверджено розташування майбутньої станції метро «Курська». У первинному проєкті станція називалася «Курський вокзал».
Будівництво метро «Курська» здійснювалося закритим способом. Розташування станції в плані було обумовлено вимогами найраціональнішого обслуговування пасажирів Курського вокзалу і подальшого напрямку траси Покровського радіуса до Спартаківської площі з обходом Московського газового заводу. Крім того, відсутність остаточного проєкту планованої реконструкції Курського вокзалу змусило проєктувальників розташувати станцію діагонально по відношенню до площі Курського вокзалу. Передбачалося два виходи: на місці будівлі багажного відділення Курського вокзалу (зі східного торця) і в одному з житлових будинків на Садовій вулиці (із західного торця). Але проєкт західного виходу не був здійснений. Станція була відкрита 13 березня 1938 у складі ділянки «Вулиця Комінтерну»-«Курська» другої черги Московського метрополітену.
Під час Великої Вітчизняної війни станція «Курська» служила бомбосховищем, як і інші станції московського метро. На станції був розміщений філіал Державної публічної історичної бібліотеки.
У 1950 було відкрито перехід на станцію «Курська» Кільцевої лінії, а також ще один вихід в наземний вестибюль. У 1996 відкрився перехід з західного торця на станцію «Чкалівська» Люблінської лінії. У 1997 і 2000 роках на станції були встановлені нові ескалатори.

## Вестибюлі і пересадки
Станція має один підземний вестибюль (загальний зі станцією Кільцевої лінії), в який можна вийти з східного торця. Центральний зал з'єднується з проміжним вестибюлем трьома ескалаторами типу ЕТ-3М, встановленими у 2000 році.
Перехід на Кільцеву лінію, відкрито в 1950 році, знаходиться в центрі залу. Там перехідна камера зі сходами на спуск і на підйом. Далі довгий коридор виводить до містка над платформою в сторону «Таганської» і сходах в центрі залу «Курської-кільцевої».
Перехід на Люблінську лінію — у західному торці через прибудову, що подовжує центральний зал, по короткому ескалаторному тунелю і короткому переходу з арками в аванзал «Чкалівської». Прибудова, що подовжує центральний зал, була побудована спеціально для переходу через раніше глухий західний торець станції в 1996 році.

## Колійний розвиток
Станція була кінцевою на Арбатсько-Покровській лінії до 1944. За станцією розташовано пошерсний з'їзд, яким обертали потяги до продовження лінії на схід, і зараз використовують для обороту при нештатних ситуаціях, а також для службових перевезень. На станції 2 стрілочних переводи.

## Архітектура і оздоблення

### Вестибюль
Проміжний вестибюль — велике кубічне приміщення, з якого в одну сторону широкий прохід виводить в круглий колонний вестибюль. У центрі нього стоїть потужна, кругла, колона що розвивається вгору. База цієї колони як би заглиблена в підлогу, а поглиблення обведено по колу невеликим гранітним бортиком. Поверхня колони покрита ліпниною рослинних мотивів. На ній також розміщені невеликі ліпні медальйони з сільськими сценками. Стеля залу спирається на стовп, а також на два кільця колон. Ці колони — круглі, каннеліровані, оздоблені сургучно-червоним мармуром, і квадратні — світло-кремовим мармуром. Стіни залу оздоблені рожевим і жовтуватим мармуром Газганського родовища.
До круглого залу через перехідну камеру примикає касовий зал. Круглий зал відділяється від касового чотирма пілонами, овальними в плані і розташованими довгою віссю. Між ними — лінія турнікетів. Касовий зал являє собою прямокутне приміщення, плоску стелю якого підтримують крім пілонів циліндричні колони. Зал оздоблено в темних тонах. Стіни, пілони і колони оздоблені чорним з білими прожилками мармуром родовища давалу. Підлога оздоблена плитами чорного габро і темно-сірого граніту. У касовий зал ведуть три сходи, розташовані по його довгій стороні, навпроти пілонів і турнікетів. В середині знаходиться широкі сходи, що ведуть в зал очікування Курського вокзалу і в коридор під усіма залізничними коліями до Нижнього Сусального провулку. Стіни сходової камери оздоблені білим мармуром.
В іншому виході з проміжного вестибюля — довгий з поворотом коридор до міжповерхових ескалаторів типу ЕТ-5М, встановлених в 1997 році, які виводять в наземний касовий вестибюль на першому поверсі житлового будинку на площі Курського вокзалу.

### Станція
Оздоблення станції, вестибюлів і переходів присвячено сільському господарству. Склепіння станції спирається на два ряди потужних пілонів, оздоблених сірим з білими прожилками мармуром Уфалейського родовища. Круглі отвори на пілонах оздоблені декоративними решітками з позолоченого металу з зображенням колосків і з укріпленими на них світильниками. Крім того, зал освітлюється люстрами-тарілками. Стеля станції прикрашений рельєфним орнаментом з ліпними вставками. Підлога в центральному залі викладена сірим гранітом, в бічних залах — тим же гранітом з геометричними вставками чорного діабазу і червоного граніту. Колійні стіни покриті зверху білою керамічною плиткою, а знизу — чорним мармуром.

## Ресурси Інтернету
- Курська-радіальна на www.mosmetro.ru(рос.)
- Курська-радіальна на www.metro.ru [Архівовано 28 грудня 2013 у Wayback Machine.](рос.)
- Курська-радіальна в програмі «Подземка» на Радіо801(рос.)
- Курська-радіальна на news.metro.ru [Архівовано 5 квітня 2012 у Wayback Machine.](рос.)
- Схема пересадного вузла на www.metroreklama.ru [Архівовано 2 січня 2014 у Wayback Machine.]
- «Курська-радіальна» на KartaMetro.info [Архівовано 2 січня 2014 у Wayback Machine.] Міський транспорт, виходи в місто і схема станції на супутниковій карті Москви..
- «Курська-радіальна» на Яндекс. Картах